# Крале на вестготите
Кралете на вестготите:
- н. 4 в. – Алика, (324)
- 330 – 340 Ариарих, (332)
- 290 – 354 Аорих
- 340 – 350 Геберик
- 350 – 369 Алавив
- 369 – 380 Фритигерн
- 369 – 381 Атанарих
- 382 – 410 Аларих I, крал от 395
- 410 – 415 Атаулф, женен за сестра на Аларих I.
- 415 Зигерих
- 415 – 418 Валия (вестготи)
- 418 – 451 Теодерих I, (Теодерид) зет на Аларих I.
- 451 – 453 Торизмунд, син на Теодерих I.
- 453 – 466 Теодерих II, син на Теодерих I.
- 466 – 484 Ойрих, син на Теодерих I.
- 484 – 507 Аларих II, син на Ойрих (Eurich)
- 507 – 511 Гезалех, син на Аларих II.
- 511 – 526 Теодорих Велики, в Персоналунион
- 526 – 531 Амаларих, син на Аларих II.
- 531 – 548 Теудис
- 548 – 549 Теудигизел
- 549 – 555 Агила I
- 555 – 567 Атанагилд
- 567 – 572 Лиува I
- 568 – 586 Леовигилд, брат на Лиува I., първите години заедно с него
- 586 – 601 Рекаред I, син на Леовигилид
- 601 – 603 Лиува II, син на Рекаред I.
- 603 – 610 Витерих
- 610 – 612 Гундемар
- 612 – 621 Сизебут
- 621 Рекаред II, син на Сизебут
- 621 – 631 Свинтила
- 631 – 636 Сизенанд
- 636 – 639 Хинтила (Chintila)
- 639 – 642 Тулга, син на Хинтила
- 642 – 653 Хиндасвинт
- 653 – 672 Рекесвинт, син на Хиндасвинт, корегент от 649
- 672 – 680 Вамба
- 680 – 687 Ервиг
- 687 – 702 Егика, зет на Ервиг
- 702 – 710 Витица, син на Егика, корегент от 698 (?)
- 710 – 711 Родерих
- 711 – 714 Агила II
- 714 – 720 Ардо

Със завладяването на Испания от арабите (маврите) свършва вестготската линия.